# Унион Ла Калера
Депортес Унион Ла Калера (на испански: Deportes Unión La Calera), е чилийски професионален футболен отбор от Ла Калера, регион Валпараисо. Основан е на 26 януари 1954 г. Играе в чилийската Примера Дивисион. Най-големият успех на тима са двете шампионски титли на втора дивизия.

## История
Унион Ла Калера е продукт на сливането на пет местни отбора – Кондор, Калера Комерсио, Тифон, Сементо Мелон и Минас Навио с цел добиване на професионален статут. Първите три отбора се обединяват на 26 януари 1954 г. и това се счита за рождената дата на отбора. От 1954 г. тимът се състезава във втора дивизия. След нейното спечелване през 1961 г. Унион Ла Калера играе в продължение на 13 сезона в Примера Дивисион. Без да запише особен успех, клубът се връща в по-долното ниво на чилийския футбол, но след нова титла през 1984 г. отново заиграва в елита. Престоят там този път е по-кратък – само един сезон. Следващият четвърт век Унион прекарва във втора и трета дивизия, преди да се завърне в Примера Дивисион след спечелването на второто място в Примера Б и директна промоция. В турнира Апертура през 2011 г. отборът стига до полуфинал, където общият резултат срещу Универсидад Католика е 2:2, но заради по-предното си класиране в редовния сезон Универсидад отива на финал. Това е най-предното класиране на Унион в елитната дивизия.

## Известни бивши футболисти
- Браян Родригес
- Елиас Фигероа
- Матиас Фернандес
- Освалдо Кастро
- Франклин Лобос

## Успехи
- Примера Б:
  - Шампион (2): 1961, 1984
  - Вицешампион (2): 1955, 2010
- Терсера Дивисион:
  - Шампион (2): 1990, 2000
  - Вицешампион (1): 1999